# Hyadaphis tataricae
Hyadaphis tataricae är en insektsart som först beskrevs av Aizenberg 1935.  Hyadaphis tataricae ingår i släktet Hyadaphis och familjen långrörsbladlöss. Arten är reproducerande i Sverige. Inga underarter finns listade i Catalogue of Life.